# SN 1978C
SN 1978C – supernowa typu II odkryta 1 sierpnia 1978 roku w galaktyce M-05-09-22. W momencie odkrycia miała maksymalną jasność 18,50m.